# Бил Брак
Бил Брак (на английски: Bill Brack) е канадски пилот от Формула 1, роден е на 26 декември 1935 в Торонто, Канада.

## Кариера във Формула 1
Бил Брак дебютира във Формула 1 през 1968 г. в Голямата награда на Канада, в световния шампионат на Формула 1 записва 3 участия като не успява да спечели точки. Състезава се за отборите на Лотус и БРМ.